# Tillie Wakes Up
Tillie Wakes Up è un film muto del 1917 diretto da Harry Davenport.

## Produzione
Il film fu prodotto dalla Peerless Productions e dalla World Film con il titolo di lavorazione Tillie’s Night Out.

## Distribuzione
Il copyright del film, richiesto dalla World Film Corp., fu registrato il 13 gennaio 1917 con il numero LU9987.
Distribuito dalla World Film e presentato da William A. Brady, il film uscì nelle sale statunitensi il 29 gennaio 1917. Ne fu fatta una riedizione, distribuita negli Stati Uniti il 15 maggio 1926 con il titolo Meal Ticket.
Copia della pellicola esiste in un positivo a 16 mm che è stato masterizzato in DVD e distribuito dalla Grapevine nel 2012 e nel 2014.